# Arglabin
Az arglabin egy 5,7,5-triciklusos gyűrűrendszert tartalmazó gvajanolid típusú szeszkviterpén-lakton. A cikloheptán gyűrűn epoxid, valamint a lakton karbonilcsoportjával konjugált exociklusos metiléncsoport jellemző rá. Az arglabint a kazahsztáni Karagandi területéről származó ürömfajból, az Artemisia glabellából nyerik ki. Az arglabin és származékai biológiailag aktívak, több sejtvonalon ígéretes daganatellenes aktivitást és citotoxicitást mutatnak. Az Artemisia glabella további szeszkviterpén típusú vegyületei maláriaellenes és antibakteriális hatással rendelkeznek.

## Izolálás és szerkezetmeghatározás
Adekenov és munkatársai 1982-ben izolálták az arglabint a kazahsztáni Kent hegységben előforduló Artemisia glabella talaj feletti részéből. Az arglabin megtalálható az A. myianthában is, amely a hagyományos kínai orvoslás kedvelt növénye. Adekenov és a munkatársai a kloroformos extraktumból nyerték ki a vegyületet, és megállapították, hogy az új szeszkviterpén-lakton olvadáspontja 100-102 °C, C15H18O3 összegképletű, és [α]20D +45,6 jellemzi. Az IR-spektroszkópiás elemzés során a γ-lakton karbonilcsoportjára jellemző 1760 cm−1-nél található csúcsokat és C−C kettős kötést igazoló 1660 cm−1-es jeleket azonosítottak. A tömegspektrometriás vizsgálat 231 m/z-s fragmensek jelenlétét igazolta, amelyek megfelelnek egy epoxidhoz kapcsolt metilcsoportnak. A végleges szerkezetet NMR-spektroszkópiás vizsgálatokkal és röntgenkrisztallográfiával igazolták.

## Bioszintézis
Az arglabin gvajanolid szeszkviterpén-lakton típusú vegyület, jellegzetes biciklo[5.3.0]dekán alapvázzal. Néhány biomimetikus félszintetikus vizsgálatban több szeszkviterpén-laktont (például a partenolidot és a micheliolidot) írtak le az arglabin lehetséges prekurzoraiként.

## Biológiai aktivitás
A gvajanolidokról ismert, hogy szerteágazó biológiai aktivitással rendelkeznek. A gvajanolidokat tartalmazó növényeket gyakran alkalmazták a hagyományos orvoslásban különböző betegségek kezelésében, például reumás fájdalomban, tüdőbetegségekben és megnövekedett epetermelés esetén. Általánosságban úgy vélik, hogy a gvajanolidok biológiai aktivitásáért az α-metilén-γ-lakton csoport felelős, amely képes nukleofilekkel kölcsönhatásba lépni. 2004-ben Zhangabylov és munkatársai kiadtak egy in vivo tanulmányt az arglabinról, és arról számoltak be, hogy a molekula képes gátolni a P388 limfocita leukémia sejtek DNS-szintézisét. 2012-ben Yindgai Gao és Yue Chen tesztelték az arglabin akut mieloid leukémia (AML) elleni aktivitását. Eredményeik azt mutatták, hogy az arglabin citotoxikus az AML, a HL-60 és a doxorubicin-rezisztens HL-60/A sejtvonalakon. Továbbá, az arglabint rákellenes gyógyszerként vizsgálják az emlőrák, a máj és a tüdőrák kezelésére, mivel képes a farnezil-transzferáz gátlására, ami a RAS proto-onkogén aktivációjához vezet. A RAS proto-onkogén az emberi tumorok 20-30%-ában aktiválódik. In vitro vizsgálatok igazolják, hogy az arglabin gátolja a RAS-fehérje poszt-transzlációs módosítását a sejtekben. Az arglabinról szintén kimutatták, hogy csökkenti az ateroszklerózis által kiváltott gyulladást. Emellett immunmoduláló tulajdonságokkal is rendelkezik, és szabályozza a citokinek, például az IL-1, az IL-2 és a TNF-alfa termelődését. 1999-ben tumorgátló szerként (Arglabin®) került forgalomba. 2012-ben megvalósították egy egyszerűbb felépítésű terpenoidból, a partenolidból történő félszintetikus előállítását is. Az arglabin vízoldékony dimetilamino-származékát jelenleg is használják szolid tumorok kezelésére Kazahsztánban.

## Fordítás
Ez a szócikk részben vagy egészben  az   Arglabin című angol Wikipédia-szócikk ezen változatának fordításán alapul.  Az eredeti cikk szerkesztőit annak laptörténete sorolja fel. Ez a jelzés csupán a megfogalmazás eredetét és a szerzői jogokat jelzi, nem szolgál a cikkben szereplő információk forrásmegjelöléseként.